# Розенталь, Яков Данилович
Я́ков Дани́лович Розента́ль (по прозвищу «Борода»; 1893 — 20 мая 1966) — директор ресторанов Дома Герцена, прототип Арчибальда Арчибальдовича в романе М. Булгакова «Мастер и Маргарита».

## Биография
Родился в Москве в 1893 году. Окончил реальное училище.
В Первую мировую войну Розенталь был интендантским офицером, затем работал в Киеве, в Москву перебрался в конце 1921 года, в одно время с Булгаковым.
В 1925—1931 годах был директором ресторанов Дома Герцена, Дома Союза писателей и Дома печати. Впоследствии стал управляющим ресторана Клуба театральных работников. Во время войны эвакуировался в Томск, где заведовал столовой. После войны вновь работал в Москве.
О нём сохранились воспоминания как об «энтузиасте заведения», «любимце всех муз»: «Веселый, жизнерадостный, он знал вкусы каждого. <...> Подсаживался за столики. Угощал в долг, не записывая. И всегда долг ему отдавали».
Леонид Утёсов о нём писал:

«Он не только знал весь театральный мир, но и вкусы каждого, умел внушить, что здесь именно отдыхают, а не работают на реализацию плана по винам и закускам. Это — начиная с конца 20-х годов. Но и в 60-х элегантная фигура Бороды была знакома посетителям ВТО: в последние годы жизни он работал там и был доброй душой дома».

А знаменитый «Домовой» — директор Центрального Дома литераторов Борис Филиппов — писал:

«Он имел внушительный рост, представительную внешность, густую чёрную ассирийскую конусом большую, по грудь, бороду. Розенталь был не просто администратором и кулинаром-виртуозом, в совершенстве знающим ресторанное дело, но и радушным хозяином, создавшим особый уют и домашнюю интимность в своем заведении».

Упоминается он и в книге Эдуарда Хруцкого «Проходные дворы»:

«Именно от «Центрального», минуя памятник Пушкину, и текла шумная, нарядная человеческая река. На берегах её помещался замечательный ресторан ВТО, где царил знаменитый мэтр, с которого Михаил Афанасьевич Булгаков писал своего Арчибальда Арчибальдовича. Называли его двумя кличками: официальной — «Борода» и второй, пожалованной ему Юрием Карловичем Олешей, — «Жопа в кустах». На какую он откликался охотнее, не знаю».

А также в книге  А.Рыбакова «Дети Арбата»:
«Пойдем завтра в Клуб мастеров искусств <...> В клубе бывали знаменитости и не знаменитости, но все делали вид, что хорошо знают друг друга, чтобы подчеркнуть равенство актерской братии. <...> Клуб помещался во дворе бывшего барского дома, в полуподвале, обставленном уютной старинной мебелью. Водка и вино не подавались, только минеральные и фруктовые воды, о чем предупреждал плакат: «Нарзан стопками не подается». Зато кухня была великолепная, кормили вкусно, рестораном заведовал лучший кулинар Москвы Яков Данилович Розенталь, его называли просто «Борода».
Яков Розенталь умер 20 мая 1966 года. Панихида состоялась в ЦДРИ. Похоронен в Москве на 2-м участке Введенского кладбища.